# Maximilian Scheib
Maximilian Cristian Scheib Kruger (Santiago del Cile, 24 luglio 1995) è un pilota motociclistico cileno.

## Carriera

### Gli inizi e il CEV
Scheib inizia la carriera da motociclista partecipando a varie edizioni di campionati nazionali per motociclette derivate di serie in Sud America. Nel 2015 si laurea campione argentino della categoria Supersport, si classifica ventunesimo nel CEV Moto2 e settimo nella classe Superbike dell'europeo. L'anno seguente, nuovamente in Europa, partecipa al campionato FIM CEV nella classe Superbike, in sella ad una BMW S1000RR gestita dal team Targo Bank EasyRace. Sempre con questo team partecipa, in qualità di wild card, alle due gare in territorio spagnolo (Aragona e Jerez) della Superstock 1000 FIM Cup. In occasione della gara finale di questo campionato, a Jerez, ottiene la vittoria, divenendo così il primo pilota cileno a vincere una gara mondiale in questa categoria.

### Europeo Superstock 1000
Nel 2017 rimane nella Stock 1000, nel frattempo diventata campionato europeo. Diventa pilota titolare per il team nuova M2 Racing che gli affida un'Aprilia RSV4 RF. Il compagno di squadra è l'italiano Luca Vitali. Scheib ottiene in questa stagione tre piazzamenti a podio e chiude la stagione all'ottavo posto in classifica piloti con sessantanove punti ottenuti. Nella stessa stagione è iscritto, in qualità di wild card alla prima prova di Misano del campionato italiano Superbike, senza ottenere punti. Nel 2018 inizia la seconda stagione consecutiva nell'europeo Superstock 1000. Diviene pilota titolare del team Aprilia Racing, con lo stesso compagno di squadra della stagione precedente. Ad Aragon arriva quarto perdendo la seconda posizione all’ultimo giro a causa di un problema tecnico. Ad Assen arriva terzo. In occasione del Gran Premio d'Italia a Imola ottiene la pole position e il terzo posto in gara. A Donington è secondo al traguardo. A Brno, pista mai vista prima di un test fatto poche settimane prima della gara, ottiene la prima fila con il secondo tempo in qualifica e domina la gara dal primo all’ultimo giro. Chiude la stagione al terzo posto in classifica con 123 punti ottenuti. A partire dal Gran Premio d'Argentina è chiamato a sostituire Jordi Torres in sella alla MV Agusta 1000 F4 del team ufficiale MV Agusta Reparto Corse. Chiude la stagione al ventiseiesimo posto in classifica piloti.

### Mondiale Superbike
Torna nel campionato mondiale Superbike nel 2020 come pilota titolare col team Orelac Racing VerdNatura. In sella ad una Kawasaki ZX-10RR prende parte anche al Trofeo Indipendenti. In questa stagione è costretto a saltare gli ultimi eventi in calendario ma, con i punti conquistati, riesce a chiudere ventunesimo in classifica mondiale, undicesimo tra gli indipendenti. Nel 2022 è chiamato a sostituire l'infortunato Hafizh Syahrin con il team MIE Racing Honda al Gran Premio d'Argentina nel mondiale Superbike. Porta a termine tutte le tre gare ma senza ottenere punti.

### ESBK ed Endurance
Rimasto lontano dai campionati mondiali, per il 2023 gareggia nel campionato Spagnolo ESBK. Dal 2024 è pilota titolare, in sella ad una Yamaha, nella categoria Stock del mondiale Endurance.

## Risultati in gara nel mondiale Superbike
| 2018 | Moto      |  |  |  |  |  |  |  |  |  |  |  |  |  |  |  |  |  |  |  |  |  |  |    |     |     |    |  |  | Punti | Pos. |
| ---- | --------- |  |  |  |  |  |  |  |  |  |  |  |  |  |  |  |  |  |  |  |  |  |  | -- | --- | --- | -- |  |  | ----- | ---- |
| 2018 | MV Agusta |  |  |  |  |  |  |  |  |  |  |  |  |  |  |  |  |  |  |  |  |  |  | 13 | Rit | Rit | AN |  |  | 3     | 26º  |

| 2020 | Moto     |    |    |   |     |    |    |    |     |     |     |    |    |    |    |     |    |    |    |     |     |     |     |     |     |  |  |  |  |  |  |  |  |  |  |  |  |  |  |  |  |  |  | Punti | Pos. |
| ---- | -------- | -- | -- | - | --- | -- | -- | -- | --- | --- | --- | -- | -- | -- | -- | --- | -- | -- | -- | --- | --- | --- | --- | --- | --- |  |  |  |  |  |  |  |  |  |  |  |  |  |  |  |  |  |  | ----- | ---- |
| 2020 | Kawasaki | 15 | 10 | 7 | Rit | 15 | 18 | 21 | Rit | Rit | Rit | 14 | 15 | 16 | 15 | Rit | NP | NP | NP | Inf | Inf | Inf | Inf | Inf | Inf |  |  |  |  |  |  |  |  |  |  |  |  |  |  |  |  |  |  | 11    | 21º  |

| 2022 | Moto  |  |  |  |  |  |  |  |  |  |  |  |  |  |  |  |  |  |  |  |  |  |  |  |  |  |  |  |    |    |    |  |  |  |  |  |  |  |  |  |  |  |  | Punti | Pos. |
| ---- | ----- |  |  |  |  |  |  |  |  |  |  |  |  |  |  |  |  |  |  |  |  |  |  |  |  |  |  |  | -- | -- | -- |  |  |  |  |  |  |  |  |  |  |  |  | ----- | ---- |
| 2022 | Honda |  |  |  |  |  |  |  |  |  |  |  |  |  |  |  |  |  |  |  |  |  |  |  |  |  |  |  | 20 | 21 | 21 |  |  |  |  |  |  |  |  |  |  |  |  | 0     |      |

| Legenda | 1º posto        | 2º posto            | 3º posto           | A punti      | Senza punti        | Grassetto – Pole position Corsivo – Giro più veloce |
| Legenda | Gara non valida | Non qual./Non part. | Ritirato/Non class | Squalificato | '-' Dato non disp. | Grassetto – Pole position Corsivo – Giro più veloce |